# Diplôme d'expertise comptable
Pour les articles homonymes, voir DEC.
 (août 2023).
Si vous disposez d'ouvrages ou d'articles de référence ou si vous connaissez des sites web de qualité traitant du thème abordé ici, merci de compléter l'article en donnant les références utiles à sa vérifiabilité et en les liant à la section « Notes et références ».
En pratique : Quelles sources sont attendues ? Comment ajouter mes sources ?
En France, le diplôme d'expertise comptable (DEC) est un diplôme d'État nécessaire pour exercer la profession d'expert-comptable et de commissaire aux comptes sous certaines conditions, sanctionnant 8 années d'études supérieures après le baccalauréat. 
Reconnu au niveau ordinal et professionnel comme un diplôme Bac+8,,, il ne s'agit pas d'un doctorat, et le mémoire d'expertise comptable n'est pas une thèse de recherche. Il est classé au niveau 7 du Répertoire national des certifications professionnelles.

## Réforme du cursus d'expertise comptable
Le diplôme préparatoire aux études comptables et financières (DPECF), le diplôme d'études comptables et financières (DECF) et le diplôme d'études supérieures comptables et financières (DESCF) sont remplacés respectivement par le diplôme de comptabilité et de gestion (DCG) (pour le DPECF et le DECF) et par le diplôme supérieur de comptabilité et de gestion (DSCG) (pour le DESCF) à partir de la session 2008. Ces deux diplômes s'inscrivent dans le cadre de la réforme LMD de 2002.

## Cadre général du diplôme d'expertise comptable
Le diplôme d'expertise comptable est constitué de formations :
- théorique, organisée par le Conseil national de l'ordre des experts-comptables sous la forme de formations en ligne et de journées de regroupement animées par un contrôleur de stage expert-comptable, une commissaire aux comptes ou un professionnel expert du sujet concernée ;
- pratique, consistant à la réalisation de travaux professionnels au sein d'un cabinet d'expertise comptable sous la responsabilité d'un ou deux maîtres de stage expert-comptable ou une commissaire aux comptes, afin d'acquérir la technicité et la culture et maturité professionnelle nécessaire pour exercer la profession d'expert-comptable et éventuellement de commissaire aux comptes.

Les candidats admis à accomplir le stage réglementaire de pratique professionnelle ont le statut d'expert-comptables mémorialistes et sont inscrits en cette qualité au tableau de l'ordre des experts-comptables auprès du conseil régional ou du comité départemental supervisant, au niveau ordinal, le lieu où se situe le cabinet d'expertise comptable concerné.

## Particularités du diplôme d'expertise comptable
Le diplôme d'expertise comptable dispose de particularités dont les principales sont les suivantes :
- l'expert-comptable stagiaire est salarié en CDI, à temps complet (28h hebdomadaire minimum) ou à temps réduit (15h hebdomadaire minimum) et fait partie d'un groupe d'experts-comptables stagiaires visant à favoriser son évolution à partir des échanges portant sur les problématiques professionnelles évoquées au cours des journées de regroupement qui ne peut pas être déléguée (obligatoirement réalisé par l'institut régional de formation du conseil régional ou du comité départemental concerné) ;
- l'expert-comptable stagiaire est supervisé, au niveau ordinal, par un contrôleur de stage qui est garant du respect de la réglementation du stage d'expertise comptable et, au niveau professionnel, d'un ou deux maîtres de stage qui sont garants de la qualité et de la progression des travaux professionnels confiés ;
- l'expert-comptable stagiaire doit réaliser un stage réglementaire de pratique professionnelle dont la durée, en règle générale, est de 3 ans (des périodes de suspension ou d'invalidation peuvent remettre en cause la durée initialement prévue) ;
- l'inscription au tableau de l'ordre implique le paiement d'une cotisation annuelle au conseil régional ou au comité départemental concerné qui est obligatoirement pris en charge par le cabinet d'expertise comptable où est réalisé le stage d'expertise comptable (le montant est variable selon le conseil régional ou le comité départemental concerné) ;
- durant la 2e année de stage, un entretien individuel entre l'expert-comptable stagiaire et son contrôleur de stage devra avoir lieu afin que le contrôleur de stage puisse apprécier le déroulement du stage avant la 3e année de stage ;
- au terme de la durée du stage réglementaire de pratique professionnelle, le conseil régional d'inscription apprécie la manière dont l'expert-comptable stagiaire s'est acquitté de ses obligations et accepte ou refuse la délivrance de l'attestation de fin de stage ;
- l'inscription aux épreuves du diplôme d'expertise comptable nécessite, soit la détention de l'attestation de fin de stage valable six ans (environ 12 sessions) à compter de la date de délivrance (prolongation possible pour 2 ans supplémentaires), soit la détention du certificat d’aptitude aux fonctions de commissaire aux comptes (CAFCAC) ;
- l'expert-comptable stagiaire doit, chaque année, s'acquitter des obligations de formation dont la nature dépend de son année de stage :
  - 1re année : 5 formations à distance (4 en expertise comptable et 1 en commissariat aux comptes) et 8 journées de regroupement (5 en expertise comptable et 3 en commissariat aux comptes),
  - 2e année : 4 formations à distance (3 en expertise comptable et 1 en commissariat aux comptes) et 7 journées de regroupement (4 en expertise comptable et 3 en commissariat aux comptes),
  - 3e année : 5 formations à distance (4 en expertise comptable et 1 en commissariat aux comptes) et 6 journées de regroupement (3 en expertise comptable et 3 en commissariat aux comptes),
  - libre : L'expert-comptable stagiaire doit également suivre, au cours des trois années, une journée sur un axe prioritaire défini par le comité national du stage et une journée consacrée à un évènement institutionnel (confirmé par une attestation de présence) ;

- l'expert-comptable stagiaire doit, chaque année, s'acquitter des obligations en matière de fiches de suivi du stage en transmettant une fiche annuelle sur les travaux professionnels avec une annexe (présentation libre) et, le cas échéant, une fiche annuelle de suivi des formations (dispense si l'ensemble des journées de regroupement ont été réalisées auprès de l'institut régional de formation du conseil régional ou du comité départemental concerné) ;
- l'expert-comptable stagiaire doit, à partir de la 2e année de stage, s'acquitter des obligations en matière de rapport semestriel qui porte sur l'étude d'une situation pratique d'expertise comptable ou de commissariat aux comptes :
  - 2e année : 2 rapports semestriel à transmettre (7 mois après le début de la 2e année et 1 mois après la fin de la 2e année),
  - 3e année : 2 rapports semestriel à transmettre (7 mois après le début de la 3e année et 1 mois après la fin de la 3e année) ;
- afin de pouvoir exercer la profession de commissaire aux comptes après l'obtention du diplôme d'expertise comptable, l'expert-comptable stagiaire devra respecter les 3 obligations cumulatives suivantes :
  - avoir accompli, au moins, les deux tiers du stage d'expertise comptable sous la supervision d'un maître de stage habilité à superviser des experts-comptables stagiaires sur des travaux de commissariat aux comptes (habilitation octroyée auprès de la CRCC concernée),
  - réalisé, au moins, 200 heures de travaux de commissariat aux comptes sur la durée du stage d'expertise comptable sous la supervision du maître de stage habilité,
  - un des rapports semestriels transmis porte sur l'étude d'une situation pratique de commissariat aux comptes ;

- afin de pouvoir présenter l'épreuve du mémoire d'expertise comptable, l'expert-comptable stagiaire doit obtenir une double validation de son projet de plan et de notice de son sujet (une admission à travers un rapport semestriel auprès de son contrôleur de stage et un agrément auprès d'un examinateur du diplôme d'expertise comptable).

## Stage réglementaire de pratique professionnelle
Pour accomplir le stage, il faut être titulaire du diplôme d'études comptables supérieures régi par le décret no 81-537 du 12 mai 1981 : le DESCF, ou le DSCG à partir de 2008. Les deux premières années du stage peuvent aussi être accomplies après validation, par examen, dispense, report de notes ou validation des acquis de l'expérience, au moins quatre des sept épreuves obligatoires du DSCG.
Si le DSCG n'est pas obtenu à l'issue des deux premières années du stage, le stage est suspendu pour une durée maximum de trois ans. Dès l'obtention du diplôme, le stage peut reprendre pour la durée restante. Si le DSCG n'est pas obtenu pendant les trois années de suspension du stage, la période de stage déjà accomplie n'est pas validée et donc annulée.
La durée du stage est de trois années, il s'effectue à temps complet auprès d'un expert-comptable qui est maître de stage. Il peut aussi s'effectuer à temps partiel sous conditions. Une année de stage peut aussi se dérouler en entreprise, dans un organisme autre qu'un cabinet, ou à l'étranger de manière exceptionnelle.
Ce stage prendre une grande part dans la formation des professions d'expertise comptable et de commissaire aux comptes. Il a pour but de compléter la formation générale, et permet l'insertion professionnelle et la découverte des règles et des usages professionnels. Il forme aussi des personnes de contact et de communication.
Bien que ne faisant pas partie de l'Ordre des experts comptables, les stagiaires doivent se conformer aux règles de déontologie et de discipline édictées par celui-ci.
Les stagiaires suivent des journées de formation à caractère technique, et remettent régulièrement un bilan d'activité au Conseil régional de l'Ordre des experts-comptables.

## Examens
Les personnes autorisées à se présenter aux examens en vue de l'obtention du DEC sont les titulaires du DESCF ou du DSCG, ayant accompli un stage professionnel d'au moins trois ans dûment validé. Depuis janvier 2019, le DEC est également accessible par la voie de la validation des acquis de l'expérience,,.
Le diplôme comporte trois épreuves :
| N° | Épreuve                                                                                           | Coefficient | Nature | Durée       | Note éliminatoire |
| -- | ------------------------------------------------------------------------------------------------- | ----------- | ------ | ----------- | ----------------- |
| 1  | Réglementation professionnelle et déontologie de l’expert-comptable et du commissaire aux comptes | 1           | Écrit  | 1 heure     | 6/20              |
| 2  | Révision légale et contractuelle des comptes                                                      | 3           | Écrit  | 4 heures 30 | 6/20              |
| 3  | Mémoire                                                                                           | 4           | Oral   | 1 heure     | 10/20             |

Ces épreuves doivent être passées au cours d'une même session, à l'exception du mémoire, qui peut être présenté dans un délai de quatre sessions après les deux autres. Les sessions d'examens se déroulent deux fois par an, en mai et en novembre.
L'obtention du diplôme nécessite une moyenne générale de 10/20 sur l'ensemble des trois épreuves, sans note inférieure à 6/20 pour les épreuves écrites, et sans note inférieure à 10/20 au mémoire.

### Épreuve de déontologie
Cette épreuve écrite est sous forme de questions portant sur la réglementation professionnelle et la déontologie de l'expert-comptable et du commissaire aux comptes.
Depuis la session de novembre 2010, l'entretien avec le jury a été remplacé par une épreuve sous la forme de questionnaire à choix multiples, ou de questions à réponses courtes portant sur la déontologie professionnelle.

### Épreuve de révision légale
Cet examen consiste en un ou plusieurs cas pratique, par écrit est de 4 heures et 30 minutes (contre 5 heures 30 avant la réforme de 2008). Il suit une directive européenne à propos de l'agrément des personnes chargées du contrôle légal des comptes.
Il évalue la connaissance de la révision légale des comptes acquise durant les études et le stage professionnel : législation, normalisation et techniques.
L'examen autorise l'usage de documents et des calculatrices.

### Mémoire
Cette épreuve correspond à la rédaction et la soutenance d'un mémoire.
Le mémoire doit avoir un sujet novateur et couvrir des activités des professions d'expertise-comptable ou du commissariat aux comptes. En dehors de ces conditions, tous les sujets peuvent être traités.
Le sujet de ce mémoire doit obtenir un agrément, accordé pour une période de deux ans. Si le mémoire n'est pas déposé dans ce délai, une nouvelle demande d'agrément doit être présentée. Les membres de l'Ordre en rapport avec les stagiaires durant leur stage peuvent apporter leur aide à ce mémoire.
La soutenance du mémoire permet au jury d'évaluer la capacité à défendre et à argumenter ses idées. L'évaluation couvre aussi  la maturité acquise, la capacité à l'écrit et l'oral, et les qualités relationnelles avec les collègues et la clientèle.
Les mémoires de qualité sont publiés.

## Formation aux épreuves
Les établissements de formation à l'expertise-comptable peuvent proposer une préparation aux épreuves :
- Pour l'épreuve de déontologie : 15 heures
- Pour l'épreuve de révision légale : 30 heures
- Pour la soutenance du mémoire : 40 heures

## Les débouchés
Une fois le diplôme obtenu, l'exercice de la profession d'expert-comptable nécessite l'inscription à l'Ordre des experts-comptables (OEC). Cette inscription ne suit pas nécessairement immédiatement l'obtention du diplôme d'expertise-comptable.
La profession de commissaire aux comptes peut aussi être exercée après inscription à la Compagnie nationale des commissaires aux comptes (CNCC) pour exercer un audit comptable et financier.
Les titulaires du DEC peuvent notamment exercer :
- le métier d'expert-comptable à titre indépendant, dans le cadre d'une profession libérale.
- le métier d'expert-comptable en tant qu'associé, avec d'autres experts-comptables.
- le métier d'expert-comptable en tant que salarié, au sein d'un cabinet ou en entreprise.
- le métier de commissaire aux comptes.
- un métier de cadre supérieur, directeur administratif et financier (DAF), directeur comptable, responsable du contrôle de gestion, etc.

La rémunération de début de carrière est généralement fixée à partir de 5 000 € bruts par mois.